# Ostseeman
Der Ostseeman ist ein deutscher Triathlon, der jährlich im August über die Langdistanz (3,8 km Schwimmen, 180 km Radfahren und 42,195 km Laufen) ausgetragen wird.

## Organisation

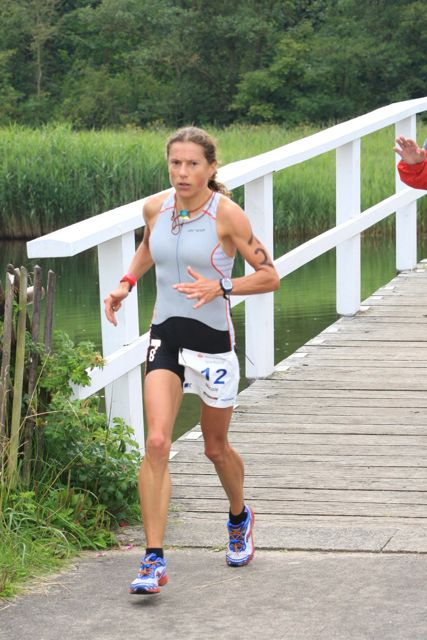
Nicole Woysch – Siegerin beim Ostseeman 2009 und 2011

Mit dem „OstseeMan 113 Damp“ wurde hier im Juli 2017 in Damp erstmals parallel auch ein Rennen auf der Mitteldistanz (1,9 km Schwimmen, 90 km Radfahren und 21,1 km Laufen) angeboten.
Bei der 17. Austragung 2018 waren mehr als 1000 Athleten am Start. In den Jahren 2022 bis 2024 waren die Austragungen in Glücksburg zugleich die Deutsche Meisterschaft auf der Triathlon-Langdistanz.

### Streckenverlauf
Er ist der einzige deutsche Triathlon über diese Distanz, bei dem im offenen Meer geschwommen wird. Kulisse für den Ostseeman bildet Glücksburg mit einer Radstrecke über sechs Runden und einer Laufstrecke über fünf Runden – über waldige Gebiete entlang der Uferstraße zum Quellental, von dort entlang der Promenade, entlang dem Strand und zurück in den Ort, durch den Schlosspark zum Ziel an der Strandpromenade.

## Ergebnisse

### Langdistanz
| N ° | Datum/Jahr    | Männer                 | Männer                | Männer             | Frauen                    | Frauen             | Frauen                    |
| N ° | Datum/Jahr    | Erster Platz           | Zweiter Platz         | Dritter Platz      | Erster Platz              | Zweiter Platz      | Dritter Platz             |
| --- | ------------- | ---------------------- | --------------------- | ------------------ | ------------------------- | ------------------ | ------------------------- |
| 21  | 3. Aug. 2025  |                        |                       |                    |                           |                    |                           |
| 21  | 4. Aug. 2024  | Finn Große-Freese      | Lennart Sievers       | Nils Huckschlag    | Jenny Jendryschik         | Henrike Prokopp    | Camilla Zaage             |
| 20  | 6. Aug. 2023  | Timo Schaffeld         | Simon Huckestein      | Silas Köhn         | Maja Betz -2-             | Marie Hielscher    | Nathalie Andrea Frähmcke  |
| 19  | 7. Aug. 2022  | Simon Huckestein       | Fabian Günther        | Timo Schaffeld     | Maja Betz                 | Simona Křivánková  | Victoria Best             |
| 18  | 4. Aug. 2019  | Till Schramm -4- SR    | Christian Altstadt    | Bert Van Veen9     | Jenny Schulz -2- SR       | Nicole Klein       | Bianca Grosse             |
| 17  | 5. Aug. 2018  | Christian Altstadt     | Till Schramm          | Dirk Hansen        | Jenny Schulz              | Bianca Grosse      | Victoria Best             |
| 16  | 6. Aug. 2017  | Till Schramm -3-       | Markus Unsleber       | Thijs Koelen       | Liesa Schmidt-2-          | Bianca Grosse      | Conny Nissen              |
| 15  | 7. Aug. 2016  | Till Schramm -2-       | Pascal Ramali         | Matthias Epping    | Liesa Schmidt             | Almuth Grüber      | Julia Mai                 |
| 14  | 2. Aug. 2015  | Till Schramm           | Thijs Koelen          | Christian Nitschke | Beate Görtz               | Julia Bohn         | Tina Gebhardt             |
| 13  | 3. Aug. 2014  | Christian Nitschke -5- | Till Schramm          | Thijs Koelen       | Almuth Grüber -2-         | Julia Bohn         | Kathrin Walther           |
| 12  | 4. Aug. 2013  | Christian Nitschke -4- | Till Schramm          | Sören Wallmen      | Julia Bohn                | Sandra Ehlers      | Marianne Poon             |
| 11  | 5. Aug. 2012  | Christian Nitschke -3- | Jens Isbak Kristensen | Harald Funk        | Almuth Grüber             | Verena Walter      | Jannicke Abramowski       |
| 10  | 7. Aug. 2011  | Christian Nitschke -2- | Horst Wittmershaus    | Georg Anstett      | Nicole Woysch -2-         | Dörte Siebke       | Karmen Krebs              |
| 09  | 1. Aug. 2010  | Christian Nitschke     | Joseph Spindler       | Horst Wittmershaus | Dörte Siebke              | Caroline Koll      | Tina Haubold              |
| 08  | 2. Aug. 2009  | Joseph Spindler -3-    | Horst Wittmershaus    | Ulrik Schaarup     | Nicole Woysch             | Conny Dauben       | Caroline Koll             |
| 07  | 2. Aug. 2008  | Joseph Spindler -2-    | Matthias Klumpp       | Horst Wittmershaus | Conny Dauben -2-          | Nicole Woysch      | Michaela Wageneder        |
| 06  | 5. Aug. 2007  | Matthias Klumpp -3-    | Joseph Spindler       | Horst Wittmershaus | Conny Dauben              | Michaela Wageneder | Verena Wißmann            |
| 05  | 6. Aug. 2006  | Joseph Spindler        | Ulf Bartels           | Steffen Sachs      | Birgit Schönherr-Hölscher | Jennifer Lehmler   | Almuth Grüber             |
| 04  | 7. Aug. 2005  | Matthias Klumpp -2-    | Romans Melderis       | Steffen Sachs      | Katrin Bröger             | Nicola Albrecht    | Birgit Schönherr-Hölscher |
| 03  | 8. Aug. 2004  | Matthias Klumpp        | Joseph Spindler       | Hans Mühlbauer     | Manuela Dierkes           | Lucia Kühner       | Birgit Schönherr-Hölscher |
| 02  | 10. Aug. 2003 | Olaf Reitenbach        | Stefan Flachowsky     | David Nyeste       | Astrid Binkowski          | Carina Lenzner     | Helle Dalgas Bunch        |
| 01  | 6. Juli 2002  | Ole Stougaard          | Thomas Grell          | Jørn Madsen        | Carina Lenzner            | Gundi Willeke      | Kristine Ewert            |

| DTU – Deutsche Meisterschaft Triathlon, Langdistanz |

### Ostseeman Damp 113
1,9 km Schwimmen, 90 km Radfahren und 21,1 km Laufen
| N ° | Datum/Jahr    | Männer               | Männer          | Männer         | Frauen                  | Frauen        | Frauen        |
| N ° | Datum/Jahr    | Erster Platz         | Zweiter Platz   | Dritter Platz  | Erster Platz            | Zweiter Platz | Dritter Platz |
| --- | ------------- | -------------------- | --------------- | -------------- | ----------------------- | ------------- | ------------- |
| 2   | 24. Juni 2018 | Julian Fritzenschaft |                 |                | Lisa Schröder-Ott       |               |               |
| 1   | 9. Juli 2017  | Markus Thomschke     | Tobias Drachler | Philipp Herber | Hanna Kristina Winckler | Anine Hell    | Mareen Hufe   |

## Weblink
- Homepage des Ostseemans